# Лакепа

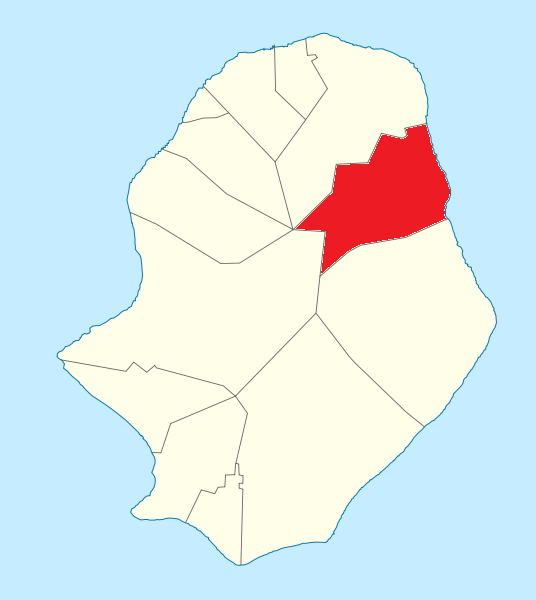
Розташування округу Лакепа на острові Ніуе

Лакепа (англ. Lakepa) — одне з чотирнадцяти сіл Ніуе. Розташоване на північному сході острова. Населення за переписом 2017 року становило 87 осіб, порівняно з 70 у 2011 році.